# Boij
Boij eller Boy är en svensk släkt av vilken en gren adlats med bibehållet namn.
Stamfader för ätten Boij är enligt Gabriel Anrep en Henric Boij som skall ha varit kommendant vid en fästning i Skottland. Släkten inkom till Sverige med dennes son Anders Boij som 1647 var rådman i Stockholm, och 1663 borgmästare där. Anders Boij är framför allt ihågkommen för att han anlade flera bruk i Mellansverige, och räknas som bland annat Laxå bruks verklige grundare. Han var gift med Maria Grooth, av samma släkt som friherrar von Grooth, och hennes mor hette Anna Giliesdotter Coijet. Makarna hade tre söner varav två adlades, nämligen  Anton adlad som den adliga ätten von Boij nr 899, och Erik, adlad Gyldenboij, samt Jacob som inte adlades. Det är tveksamt om Erik som adlades under namnet Gyldenboij var son till Anders Boij eftersom hans namn inte förekommer i Anders Boijs eller hans hustrus bouppteckningar
Denne Jacob Boij var häradshövding men blev döv och fick avsked och blev sedan assessor. Han var gift med stockholmskan Brita Hällberg, och deras son Jacob Boij var ryttmästare i Östgöta kavalleri och gift med en överstedotter Crusebjörn. Även deras son hette Jacob Boij och var militär, fänrik vid Västerbottens regemente och sedan i fransk tjänst, och gift med majorsdottern von Böhnen vars mor var baronessan von Seidlitz. Deras son Adolf Fredrik Boij fick en majors fullmakt 1791, och var gift med en dotter till hovrättsrådet Rudman Bergenstråhle.
Sistnämnda makars son Johan Fredrik Boij (1786–1861) var underlöjtnant i Göta artilleriregemente när finska kriget utbröt 1808. 1809 upphöjdes han till kapten i armén, och blev 1814 förste major vid Skaraborgs regemente. Han deltog i både pommerska kriget och finska kriget och i fälttåget mot Norge. Han blev så småningom generalbefälhavare av 2:a militärdistriktet, och var flerfaldigt dekorerad för sina insatser i krigen. År 1818 adlades han med samma namn som förut enligt 1809 års regeringsform § 37, och introducerades på nummer 2289 år 1822 under namnet Boy. Med sin första hustru Christina Emilia Rosenborg fick han flera barn (makarna skildes). Äldste sonen Adolf Fredrik Boij blev adelsman vid faderns död.